# Мюнц, Эжен
Эжен Мюнц (фр. Eugène Müntz; 11 июня 1845, Сульц-су-Форе (Нижний Рейн) — 30 октября 1902, Париж) — французский историк искусства, специалист по эпохе итальянского Возрождения.

## Биография
Эжен Мюнц был сыном нотариуса и старшим братом агрохимика Ашиля Мюнца. После присоединения в 1871 году Эльзаса к Германии, семья осталась жить во Франции.
В 1857 году Мюнц прибыл из Эльзаса в Париж, чтобы изучать право. Он окончил юридический факультет под руководством Альберта Дюмона, но затем решил обратиться к истории и древним языкам. В 1874 году Мюнца включили в число учеников годом ранее открывшейся Французской археологической школы в Риме (l'École française de Rome) . Эжен Мюнц бывал во Флоренции и Милане, где изучал рукописи итальянских библиотек для Французской школы в Афинах (l'École française d’Athènes). Исследовал архивные документы в Ватикане. Собрал уникальную библиотеку.
В 1876 году Эжен Мюнц был назначен младшим библиотекарем Национальной школы изящных искусств (l'École nationale des Beaux-arts). Был помощником Ипполита Тэна на кафедре истории искусств этой же школы на протяжении семи лет. В 1881 году он получил звание хранителя библиотеки, архивов и коллекций.
Между 1884 и 1893 годами преподавал курс истории искусства и эстетики вместо Ипполита Тэна. В 1893 году Мюнц был избран членом Академии надписей и изящной словесности.
Эжен Мюнц умер 30 октября 1902 года в Париже и был кремирован на кладбище Пер-Лашез. Его прах был помещён в колумбарий, а затем перенесён на кладбище Монмартр (23-й отдел).

## Труды
Мюнц был верен эстетике совершенной красоты и считал идеалом совершенства творчество Рафаэля, о котором он написал монографию. Ещё не настало время, когда образцом совершенства будут считать Микеланджело. Как и Буркхардт, Мюнц видел смысл Возрождения в возвращении итальянцев к своим истокам, возобновлении ими греко-римской традиции. Однако со временем слава его померкла, и он был почти забыт. Его ценили специалисты за пунктуальность, «дотошность» в изложении фактов, но недостатком считали отсутствие «панорамного мышления» и широких обобщающих концепций.

 "Эжен Мюнц был «книжным искусствоведом», полем его деятельности «стали итальянские архивы, где множество старинных актов оставались невостребованными с момента их составления, и библиотеки, где под слоем вековой пыли хранились ценнейшие издания. И даже наглухо закрытый загадочный Ватикан раскрыл ему свои тайны. Круг интересов Мюнца был всеобъемлющ и простирался от живописи до шпалер и вышивки, от архитектуры до мельчайших деталей усыпальниц. Но более всего его привлекали неопубликованные документы. Исследователи позднейших времён будут руководствоваться его весьма подробными библиографическими указателями. Собранная Мюнцем библиотека была столь внушительна, что сразу же после его кончины один франкфуртский издатель выпустил её каталог как образец для подражания, предназначенный эрудитам и студентам. Заслугу Мюнца следует видеть и в том, что он не ограничивался рассмотрением знаменитых исторических фигур и в поисках материала колесил по итальянским провинциям. Однако наиболее богатые материалы предоставил ему Ватикан; это позволило исследователю написать и поныне сохраняющую свою ценность книгу под названием „Искусства при папском дворе в XV—XVI веках“. Она состоит из четырёх томов, которые выходили на протяжении двадцати лет (с 1878 по 1898 год). Исследования, проведённые Мюнцем, позволили ему впервые предложить вниманию аудитории неизвестные произведения искусства со времён понтификата Мартина V до Льва Х (1471—1521). Стремясь выйти за пределы итальянской культуры, Мюнц начал работать над пространным обобщающим трудом о европейском Возрождении, однако смерть прервала это начинание, и ему удалось рассмотреть лишь искусство Италии» 
Другие сочинения:
- «Histoire générale de la tapisserie» (1877—1879)
- «Raphaël, sa vie et son œuvre» (1881)
- «Études sur l’histoire des arts pendant le Moyen-Âge; Boniface VIII et Giotto» (1881)
- «Les précurseurs de la Renaissance» (1882)
- «La Renaissance en Italie et en France a l’époque de Charles VIII» (1885).